# Лиманське (аеропорт)
Лиманське (ICAO: UKOM) — міжнародний (з 2008 року) аеропорт на північному заході Одеської області (Україна) на території поблизу селища Лиманське (Роздільнянський район), прикордонній з Молдовою (Придністров'ям).
Створений на основі колишнього військового аеродрому. Класифікаційне число PCN 21/R/В/Х/T. Аеродром здатний приймати літаки Іл-76, Ту-204, Ту-154, Ту-134 і всі більш легкі, а також гелікоптери всіх типів.
Аеропорт має пропускну здатність 50 осіб за годину. Є митні склади та склади зберігання.

## Історія
7 липня 1992 року на аеродромі за посередництва повноважного представника Росії генерал-полковника Семенова в присутності нового командувача 14-ю армією генерал-лейтенанта О. І. Лебедя і високопоставлених офіцерів самопроголошеної невизнаної ПМР, генерал-майор С. Ф. Кіцак і бригадний генерал П. С. Крянге, підписали Угоду про припинення вогню між протиборчими сторонами.